# Orendáin
Orendáin[cita requerida] (oficialmente en euskera: Orendain) es un municipio español de la provincia de Guipúzcoa, en la comunidad autónoma del País Vasco.
Se trata de un pequeño municipio rural de la comarca de Tolosaldea.

## Toponimia
Según filólogos como Julio Caro Baroja o L.M.Mujika los topónimos vascos que acaban en la terminación -ain son en su mayor parte fruto de la evolución del sufijo latino -anum. En origen este sufijo -anum solía ir unido a un nombre propio e indicaba una propiedad de carácter rústico. En el caso de Orendáin, estos filólogos barajaban la posibilidad de que dicho nombre fuera Aurentius. Esta hipótesis filológica remontaría el origen de la población de Orendáin a la época romana. En Navarra existe una barriada llamada Orendáin en el municipio de Guirguillano.
Históricamente el nombre del municipio se ha escrito como Orendáin, pero en 1988 cuando el municipio recuperó su independencia se inscribió bajo el nombre de Orendain (sin tilde). Esto se debe a que en euskera no se utiliza este signo ortográfico, aunque la acentuación es como en español. La pronunciación en euskera es muy similar al castellano, se pronuncia como Orendáiñ, con una ñ suave.[cita requerida]
El gentilicio de sus habitantes es orendaindarra, formado por el nombre del pueblo y el sufijo -(d)ar que en euskera se aplica para crear gentilicios. Es común para hombres y mujeres.

## Geografía
Orendáin se encuentra en la zona centro-sur de la provincia de Guipúzcoa. El pueblo se ubica en un altozano que forma parte de las últimas estribaciones de la sierra de Aralar y que domina el valle del río Oria a 329 metros de altitud. A este y oeste dos valles limitan el municipio, haciendo los arroyos de Ibiur y Amézqueta respectivamente, de límites municipales.
Casi todo el municipio se encuentra cubierto de prados y cultivos de tipo atlántico, además de plantaciones de coníferas. En algunas zonas se conservan retazos del robledal-bosque mixto atlántico

### Barrios
El municipio tiene el típico hábitat disperso del medio rural vasco. El casco del pueblo, con la iglesia, ayuntamiento, plaza, etc., concentra algo menos del 40% de la población del municipio.
El resto de la población vive diseminada por caseríos por el término municipal. Con la única excepción del barrio de Astizaldea, que se encuentra en el cruce de la carretera que va de Alegría de Oria a Abalcisqueta con el camino que sube hacia el pueblo, no se puede decir que haya otros barrios en el municipio, ya que barrios como Baldanalde o Egileor no son más que denominaciones genéricas con las que se agrupan los caseríos que hay en una parte u otra del municipio.

### Localidades limítrofes
Orendáin limita por el norte con los municipios de Icazteguieta y Alegría de Oria; al sur limita con Amézqueta, Gaínza y Abalcisqueta. Por el este sus límites son con Alegría de Oria y Amézqueta y por el oeste Icazteguieta, Legorreta y Baliarrain.
Los accesos a Orendáin se realizan a través de una carretera local que une Alegría de Oria con Abalcisqueta. Esta carretera atraviesa el término municipal de Orendáin de norte a sur y pasa por el barrio de Astizaldea, de donde parte un ramal que llega al casco del pueblo. Otras carreteras pasan por los valles de Ibiur y Amézqueta, pero tocan solo tangencialmente el término municipal de Orendáin. Orendáin está a 5,5 km de Alegría de Oria y a 4,5 km de Abalcisqueta. La localidad más cercana es Icazteguieta a 3,5 km de distancia. Baliarrain también está muy cerca en línea recta, pero por carretera a 7 km Tolosa, la cabecera de la comarca queda a 11 km y San Sebastián a 36 km.
Existe una línea de autobuses regular que comunica Tolosa con Orendáin.

## Historia
Se desconoce cuándo surgió esta población, aunque el estudio filológico de su nombre pudiera remontar su origen a la época romana. En 1374 aparece Orendáin en la historia uniéndose a la villa de Tolosa. La aldea buscaba con esta unión protegerse de los desmanes de los Parientes Mayores (jefes banderizos de los linajes locales). En esta unión, Orendáin se sometía a la jurisdicción de Tolosa y debía contribuir a los gastos comunes de la villa, pero por otro lado mantenía sus términos amojonadas y cierta autonomía administrativa. Con el paso de los años Orendáin llegó a contar con alcalde pedáneo.
Más de dos siglos más tarde, una vez desaparecida la amenaza de las guerras banderizas, que habían sido la causa de su unión con Tolosa; Orendáin buscó la autonomía total respecto a la villa tolosana. Esta fue obtenida en el año 1615 cuando el rey Felipe III le concedió el título de villa a cambio de 2325 ducados. Pocos años más tarde se unió a las vecinas villas de Icazteguieta y Alegría de Oria para formar la Unión de Aizpurua, a la que años más tarde se uniría Alzo. Esta unión que perduraría hasta el siglo XIX permitía a las pequeñas villas costearse un representante común en las Juntas Generales de la provincia. Orendáin también ha participado históricamente en la Mancomunidad de Enirio de Aralar, por lo que disfrutaba de los pastos de la sierra de Aralar, de forma conjunta con otras localidades de la zona.

## Demografía
| Gráfica de evolución demográfica de Orendáin entre 1842 y 1960 |
| |
| Población de derecho según los censos de población del INE Población de hecho según los censos de población del INEEntre el censo de 1970 y el anterior, este municipio desaparece porque se agrupa en el municipio Iruerrieta |

Orendáin cuenta con una población de 245 habitantes (INE 2024).
| Gráfica de evolución demográfica de Orendáin entre 1991 y 2021 |
| |
| Población de derecho según los censos de población del INE Población de hecho según los censos de población del INEEntre el censo de 1991 y el anterior, aparece este municipio porque se segrega del municipio Iruerrieta |

En 1967 Orendáin se fusionó con los vecinos municipios de Baliarrain e Icazteguieta para formar el municipio de Iruerrieta. Este municipio se disolvió en 1988, recuperando Orendáin su autonomía.

## Administración y política
| Partido político                                                                    | 2015  | 2015       | 2011  | 2011       | 2007  | 2007       | 2003        | 2003        | 1999  | 1999       | 1995  | 1995       | 1991  | 1991       |
| Partido político                                                                    | %     | Concejales | %     | Concejales | %     | Concejales | %           | Concejales  | %     | Concejales | %     | Concejales | %     | Concejales |
| Euskal Herria Bildu (EH Bildu)-Bildu                                                | 77,36 | 5          | 53,28 | 4          | —     | —          | —           | —           | —     | —          | —     | —          | —     | —          |
| Batzarleku                                                                          | —     | —          | 45,08 | 1          | 59,52 | 4          | —           | —           | —     | —          | —     | —          | —     | —          |
| Partido Popular del País Vasco (PP)                                                 | —     | —          | 0,00  | 0          | 0,79  | 0          | 0,00        | 0           | —     | —          | —     | —          | —     | —          |
| Eusko Abertzale Ekintza-Acción Nacionalista Vasca (EAE-ANV)                         | —     | —          | —     | —          | 37,03 | 1          | —           | —           | —     | —          | —     | —          | —     | —          |
| Euzko Alderdi Jeltzalea-Partido Nacionalista Vasco (EAJ-PNV)-Eusko Alkartasuna (EA) | —     | —          | —     | —          | —     | —          | 91,11       | 5           | —     | —          | —     | —          | —     | —          |
| Euskal Herritarrok (EH)-Herri Batasuna (HB)                                         | —     | —          | —     | —          | —     | —          | Ilegalizado | Ilegalizado | 83,67 | 5          | —     | —          | 51,88 | 4          |
| Orendaingo Herritarrak (OH)                                                         | —     | —          | —     | —          | —     | —          | —           | —           | —     | —          | 66,63 | 5          | —     | —          |
| Eusko Alkartasuna (EA)                                                              | —     | —          | —     | —          | —     | —          | —           | —           | —     | —          | —     | —          | 45,86 | 1          |

## Cultura

### Patrimonio

#### Monumentos religiosos
La iglesia parroquial de la Asunción (Andra Mari) posee grandes dimensiones para ser el templo de una localidad tan pequeña y se ve desde muchos kilómetros a la redonda. Guarda trazos del siglo XVI. Destacan en ella su torre-campanario, los capiteles del interior y el Cristo de estilo plateresco que guarda.
La ermita de San Sebastián, en la que se celebra una romería el día 20 de enero.

#### Monumentos civiles
El Ayuntamiento de Orendáin, situado en su pequeño casco urbano, es uno de los pocos ejemplos de estilo neoclásico puro en la arquitectura civil guipuzcoana. Fue construido en el siglo XIX.
En la arquitectura popular destaca el caserío Irumendi, el más antiguo del municipio. La mayor parte de los caseríos destacables fueron construidos en los como Agerre del año 1606 y otros en los siglos XVII y XVIII.

### Fiestas
Casualmente las fiestas de Orendáin coinciden con las de la capital de la provincia. El 20 de enero se celebra una romería a la ermita de San Sebastián. En verano, las fiestas patronales se celebran el día 15 de agosto, festividad de la Asunción.

### Ocio
Lo más destacable del municipio es su valor paisajístico. Desde Orendáin hay preciosas vistas que abarcan tanto la sierra de Aralar, como los montes Hernio y Aizcorri.

## Personas destacadas
- Juan Telésforo Zuriarrain Urretabizkaia (1946): fraile franciscano, ministro provincial de esta orden y superior del Santuario de Aránzazu
- Oren Faz Ayerbe (1890-1969): pintor, escultor, albañil[6]